# Coaticook
Coaticook – miasto w Kanadzie, w prowincji Quebec, w regionie Estrie i MRC Coaticook, którego jest stolicą. Nazwa miasta pochodzi z języka abenaki (Koatikeku) i oznacza "miejsce, koło którego rosną białe sosny". Miasto jest znane z najdłuższej na świecie (169 m) kładki wiszącej.
Liczba mieszkańców Coaticook wynosi 9 204. Język francuski jest językiem ojczystym dla 92,3%, angielski dla 5,5% mieszkańców (2006).

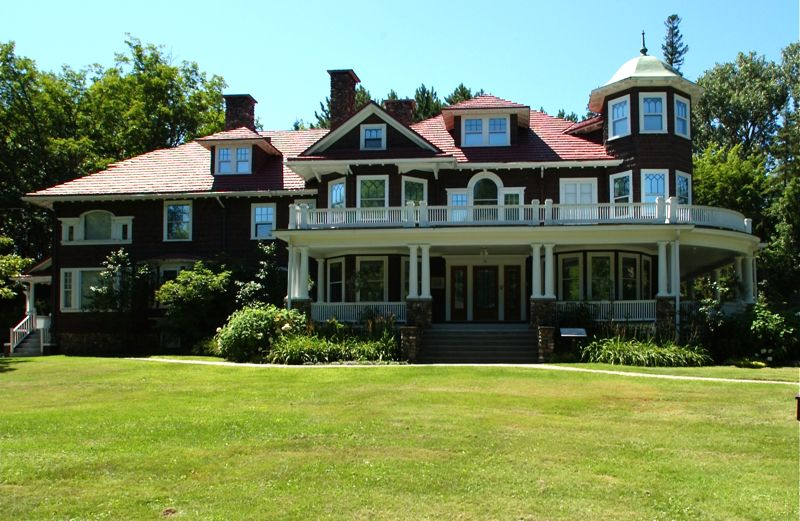
Muzeum Beaulne w Coaticook